# Petroica groguenca
La petroica groguenca (Tregellasia capito) és un ocell de la família dels petròicids (Petroicidae).

## Hàbitat i distribució
Habita la selva pluvial a les terres baixes de Queensland i nord-est de Nova Gal·les del Sud.